# Žďár (Rakovník)
Žďár es una localidad del distrito de Rakovník en la región de Bohemia Central, República Checa, con una población estimada a principio del año 2018 de 107 habitantes. 
Se encuentra ubicada al noroeste de la región y de Praga, al sur del río Ohře (afluente del Elba), al norte del río Berounka (afluente del Moldava) y cerca de la frontera con las regiones de Pilsen y Ústí nad Labem.